# Simulium curvitarse
Simulium curvitarse es una especie de insecto del género Simulium, familia Simuliidae, orden Diptera.
Fue descrita científicamente por Rubtsov, 1940.